# Mary Bateson (historiadora)
Mary Bateson (Robin Hood's Bay, 12 de septiembre de 1865 - Cambridge, 30 de noviembre de 1906) fue una historiadora y activista sufragista británica.

## Biografía
Bateson era hija de William Henry Bateson, maestro de St John's College, Cambridge, y Anna Aikin. El genetista William Bateson era su hermano mayor, Margaret Heitland era su hermana. 
Fue educada en Perse School for Girls y Newnham College, Cambridge. Pasó toda su vida profesional en Newnham, enseñando allí desde 1888 y convirtiéndose en titular en 1903. Conocida por sus escritos sobre historia medieval, los historiadores Mandell Creighton y FW Maitland la apoyaron profesionalmente.
Murió de una hemorragia cerebral y está enterrada en el cementerio de Histon Road, Cambridge.

## Activismo
Como sufragista, Bateson se convirtió en la organizadora en Cambridge de la Sociedad Central para el Sufragio de la Mujer en 1888. Al año siguiente, fue elegida miembro del comité ejecutivo de la Asociación de Sufragio de Mujeres de Cambridge.
En 1906 fue parte de una delegación al Parlamento donde presentaron al Primer Ministro Henry Campbell-Bannerman una petición en nombre de 'mujeres que son doctoras en letras, ciencias y derecho en las universidades del Reino Unido y de las colonias británicas, en las universidades también de Europa y Estados Unidos'. La petición declaraba que las firmantes "creen que la privación de derechos de un sexo es perjudicial para ambos y un mal nacional en un país que pretende ser gobernado por un sistema representativo".

## Obra
- Register of Crabhouse Nunnery, 1889
- Origin and History of Double Monasteries (Origen e historia de los monasterios dobles), 1899
- Records of the borough of Leicester; being a series of extracts from the archives of the Corporation of Leicester (Registros del municipio de Leicester; siendo una serie de extractos de los archivos de la Corporación de Leicester), 3 vols, 1899-1901
- Mediaeval England (Inglaterra medieval), 1066-1350, 1903[7]
- 'The French in America (1608-1744)', capítulo 3 de Cambridge Modern History, vol. 7 (1903)